# Formica clara
Formica clara är en myrart som beskrevs av Auguste-Henri Forel 1886. Formica clara ingår i släktet Formica och familjen myror. Inga underarter finns listade i Catalogue of Life.